# أناييس لاوريندون
أناييس لاوريندون (بالفرنسية: Anaïs Laurendon)‏ مواليد 15 أبريل 1985 في سانت إتيان، فرنسا، هي لاعبة كرة مضرب فرنسية سابقة بدأت مسيرتها كمحترفة سنة 2001 وكانت تلعب باليد اليمنى، اعتزلت اللعب في 2014. أعلى تصنيف لها في الفردي كان 180. أعلى تصنيف لها في الزوجي كان 246.

## روابط خارجية
- أناييس لاوريندون على موقع رابطة محترفات التنس (الإنجليزية)
- أناييس لاوريندون على موقع الاتحاد الدولي لكرة المضرب (الإنجليزية)